# Holenderskie Tourist Trophy
Holenderskie Tourist Trophy (błędnie: Motocyklowe Grand Prix Holandii) – eliminacja Mistrzostw Świata Motocyklowych Mistrzostw Świata rozgrywana od 1949. Wyścig jest rozgrywany na torze TT Circuit Assen w Assen.

## Wyniki wyścigów w MMŚ
| Rok  | Moto3                        | Moto2                         | MotoGP                     |
| ---- | ---------------------------- | ----------------------------- | -------------------------- |
| 2023 | Jaume Masià (Honda)          | Raúl Fernández (Kalex)        | Francesco Bagnaia (Ducati) |
| 2022 | Ayumu Sasaki (Husqvarna)     | Augusto Fernández (Kalex)     | Francesco Bagnaia (Ducati) |
| 2021 | Dennis Foggia (Honda)        | Raúl Fernández (Kalex)        | Fabio Quartararo (Yamaha)  |
| 2020 | Odwołany                     | Odwołany                      | Odwołany                   |
| 2019 | Tony Arbolino (Honda)        | Augusto Fernández (Kalex)     | Maverick Viñales (Yamaha)  |
| 2018 | Aron Canet (Honda)           | Francesco Bagnaia (Kalex)     | Marc Márquez (Honda)       |
| 2017 | Aron Canet (Honda)           | Franco Morbidelli (Kalex)     | Valentino Rossi (Yamaha)   |
| 2016 | Francesco Bagnaia (Mahindra) | Takaaki Nakagami (Kalex)      | Jack Miller (Honda)        |
| 2015 | Miguel Oliveira (KTM)        | Johann Zarco (Kalex)          | Valentino Rossi (Yamaha)   |
| 2014 | Álex Márquez (Honda)         | Anthony West (Speed Up)       | Marc Márquez (Honda)       |
| 2013 | Luis Salom (KTM)             | Pol Espargaró (Kalex)         | Valentino Rossi (Yamaha)   |
| 2012 | Maverick Viñales (Honda)     | Marc Márquez (Suter)          | Casey Stoner (Honda)       |
| Rok  | 125 cm3                      | Moto2                         | MotoGP                     |
| 2011 | Maverick Viñales (Aprilia)   | Marc Márquez (Suter)          | Ben Spies (Yamaha)         |
| 2010 | Marc Márquez (Derbi)         | Andrea Iannone (Speed Up)     | Jorge Lorenzo (Yamaha)     |
| Rok  | 125cm3                       | 250 cm3                       | MotoGP                     |
| 2009 | Sergio Gadea (Aprilia)       | Hiroshi Aoyama (Honda)        | Valentino Rossi (Yamaha)   |
| 2008 | Gábor Talmácsi (Aprilia)     | Álvaro Bautista (Aprilia)     | Casey Stoner (Ducati)      |
| 2007 | Mattia Pasini (Aprilia)      | Jorge Lorenzo (Aprilia)       | Valentino Rossi (Yamaha)   |
| 2006 | Mika Kallio (KTM)            | Jorge Lorenzo (Aprilia)       | Nicky Hayden (Honda)       |
| 2005 | Gábor Talmácsi (KTM)         | Sebastián Porto (Aprilia)     | Valentino Rossi (Yamaha)   |
| 2004 | Jorge Lorenzo (Derbi)        | Sebastián Porto (Aprilia)     | Valentino Rossi (Yamaha)   |
| 2003 | Steve Jenkner (Aprilia)      | Anthony West (Aprilia)        | Sete Gibernau (Honda)      |
| 2002 | Daniel Pedrosa (Honda)       | Marco Melandri (Aprilia)      | Valentino Rossi (Honda)    |
| Rok  | 125 cm3                      | 250 cm3                       | 500 cm3                    |
| 2001 | Toni Elías (Honda)           | Jeremy McWilliams (Aprilia)   | Max Biaggi (Yamaha)        |
| 2000 | Youichi Ui (Derbi)           | Tōru Ukawa (Honda)            | Alex Barros (Honda)        |
| 1999 | Masao Azuma (Honda)          | Loris Capirossi (Honda)       | Tadayuki Okada (Honda)     |
| 1998 | Marco Melandri (Honda)       | Valentino Rossi (Aprilia)     | Mick Doohan (Honda)        |
| 1997 | Valentino Rossi (Aprilia)    | Tetsuya Harada (Aprilia)      | Mick Doohan (Honda)        |
| 1996 | Emilio Alzamora (Honda)      | Ralf Waldmann (Honda)         | Mick Doohan (Honda)        |
| 1995 | Dirk Raudies (Honda)         | Max Biaggi (Aprilia)          | Mick Doohan (Honda)        |
| 1994 | Takeshi Tsujimura (Honda)    | Max Biaggi (Aprilia)          | Mick Doohan (Honda)        |
| 1993 | Dirk Raudies (Honda)         | Loris Capirossi (Honda)       | Kevin Schwantz (Suzuki)    |
| 1992 | Ezio Gianola (Honda)         | Pierfrancesco Chili (Aprilia) | Àlex Crivillé (Honda)      |
| 1991 | Ralf Waldmann (Honda)        | Pierfrancesco Chili (Aprilia) | Kevin Schwantz (Suzuki)    |
| 1990 | Doriano Romboni (Honda)      | John Kocinski (Yamaha)        | Kevin Schwantz (Suzuki)    |

| Rok  | 80 cm3                        | 125 cm3                         | 250 cm3                        | 350 cm3                        | 500 cm3                      |
| ---- | ----------------------------- | ------------------------------- | ------------------------------ | ------------------------------ | ---------------------------- |
| 1989 | Peter Öttl (Krauser)          | Hans Spaan (Honda)              | Reinhold Roth (Honda)          |                                | Wayne Rainey (Yamaha)        |
| 1988 | Jorge Martínez (Derbi)        | Jorge Martínez (Derbi)          | Juan Garriga (Yamaha)          |                                | Wayne Gardner (Honda)        |
| 1987 | Jorge Martínez (Derbi)        | Fausto Gresini (Garelli)        | Anton Mang (Honda)             |                                | Eddie Lawson (Yamaha)        |
| 1986 | Jorge Martínez (Derbi)        | Luca Cadalora (Garelli)         | Carlos Lavado (Yamaha)         |                                | Wayne Gardner (Honda)        |
| 1985 | Gerd Kafka (Casal)            | Pier Paolo Bianchi (MBA)        | Freddie Spencer (Honda)        |                                | Randy Mamola (Honda)         |
| 1984 | Jorge Martínez (Derbi)        | Ángel Nieto (Garelli)           | Carlos Lavado (Yamaha)         |                                | Randy Mamola (Honda)         |
| Rok  | 50 cm3                        | 125 cm3                         | 250 cm3                        | 350 cm3                        | 500 cm3                      |
| 1983 | Eugenio Lazzarini (Garelli)   | Ángel Nieto (Garelli)           | Carlos Lavado (Yamaha)         |                                | Kenny Roberts (Yamaha)       |
| 1982 | Stefan Dörflinger (Kreidler)  | Ángel Nieto (Garelli)           | Anton Mang (Kawasaki)          | Jean-François Baldé (Kawasaki) | Franco Uncini (Suzuki)       |
| 1981 | Ricardo Tormo (Bultaco)       | Ángel Nieto (Minarelli)         | Anton Mang (Kawasaki)          | Anton Mang (Kawasaki)          | Marco Lucchinelli (Suzuki)   |
| 1980 | Ricardo Tormo (Kreidler)      | Ángel Nieto (Minarelli)         | Carlos Lavado (Yamaha)         | Jon Ekerold (Yamaha)           | Jack Middelburg (Yamaha)     |
| 1979 | Eugenio Lazzarini (Kreidler)  | Ángel Nieto (Minarelli)         | Graziano Rossi (Morbidelli)    | Gregg Hansford (Kawasaki)      | Virginio Ferrari (Suzuki)    |
| 1978 | Eugenio Lazzarini (MBA)       | Eugenio Lazzarini (MBA)         | Kenny Roberts (Yamaha)         | Kork Ballington (Kawasaki)     | Johnny Cecotto (Yamaha)      |
| 1977 | Ángel Nieto (Bultaco)         | Ángel Nieto (Bultaco)           | Mick Grant (Kawasaki)          | Kork Ballington (Yamaha)       | Wil Hartog (Suzuki)          |
| 1976 | Ángel Nieto (Bultaco)         | Pier Paolo Bianchi (Morbidelli) | Walter Villa (Harley-Davidson) | Giacomo Agostini (Yamaha)      | Barry Sheene (Suzuki)        |
| 1975 | Ángel Nieto (Kreidler)        | Pier Paolo Bianchi (Morbidelli) | Walter Villa (Harley Davidson) | Dieter Braun (Yamaha)          | Barry Sheene (Suzuki)        |
| 1974 | Herbert Rittberger (Kreidler) | Bruno Kneubühler (Yamaha)       | Walter Villa (Harley Davidson) | Giacomo Agostini (Yamaha)      | Giacomo Agostini (Yamaha)    |
| 1973 | Bruno Kneubühler (Kreidler)   | Eugenio Lazzarini (Maico)       | Dieter Braun (Yamaha)          | Giacomo Agostini (MV Agusta)   | Phil Read (MV Agusta)        |
| 1972 | Ángel Nieto (Derbi)           | Ángel Nieto (Derbi)             | Rodney Gould (Yamaha)          | Giacomo Agostini (MV Agusta)   | Giacomo Agostini (MV Agusta) |
| 1971 | Ángel Nieto (Derbi)           | Ángel Nieto (Derbi)             | Phil Read (Yamaha)             | Giacomo Agostini (MV Agusta)   | Giacomo Agostini (MV Agusta) |
| 1970 | Ángel Nieto (Derbi)           | Dieter Braun (Suzuki)           | Rodney Gould (Yamaha)          | Giacomo Agostini (MV Agusta)   | Giacomo Agostini (MV Agusta) |
| 1969 | Barry Smith (Derbi)           | Dave Simmonds (Kawasaki)        | Renzo Pasolini (Benelli)       | Giacomo Agostini (MV Agusta)   | Giacomo Agostini (MV Agusta) |
| 1968 | Paul Lodewijkx (Jamathi)      | Phil Read (Yamaha)              | Bill Ivy (Yamaha)              | Giacomo Agostini (MV Agusta)   | Giacomo Agostini (MV Agusta) |
| 1967 | Yoshimi Katayama (Suzuki)     | Phil Read (Honda)               | Mike Hailwood (Honda)          | Mike Hailwood (Honda)          | Mike Hailwood (Honda)        |
| 1966 | Luigi Taveri (Honda)          | Bill Ivy (Yamaha)               | Mike Hailwood (Honda)          | Mike Hailwood (Honda)          | Jim Redman (Honda)           |
| 1965 | Ralph Bryans (Honda)          | Mike Duff (Yamaha)              | Phil Read (Yamaha)             | Jim Redman (Honda)             | Mike Hailwood (MV Agusta)    |
| 1964 | Ralph Bryans (Honda)          | Jim Redman (Honda)              | Jim Redman (Honda)             | Jim Redman (Honda)             | Mike Hailwood (MV Agusta)    |
| 1963 | Ernst Degner (Suzuki)         | Hugh Anderson (Suzuki)          | Jim Redman (Honda)             | Jim Redman (Honda)             | John Hartle (Gilera)         |
| 1962 | Ernst Degner (Suzuki)         | Luigi Taveri (Honda)            | Jim Redman (Honda)             | Jim Redman (Honda)             | Mike Hailwood (MV Agusta)    |
| 1961 |                               | Tom Phillis (Honda)             | Mike Hailwood (Honda)          | Gary Hocking (MV Agusta)       | Gary Hocking (MV Agusta)     |
| 1960 |                               | Carlo Ubbiali (MV Agusta)       | Carlo Ubbiali (MV Agusta)      | John Surtees (MV Agusta)       | Remo Venturi (MV Agusta)     |
| 1959 |                               | Carlo Ubbiali (MV Agusta)       | Tarquinio Provini (MV Agusta)  | Bob Brown (Norton)             | John Surtees (MV Agusta)     |
| 1958 |                               | Carlo Ubbiali (MV Agusta)       | Tarquinio Provini (MV Agusta)  | John Surtees (MV Agusta)       | John Surtees (MV Agusta)     |
| 1957 |                               | Tarquinio Provini (Mondial)     | Tarquinio Provini (Mondial)    | Keith Campbell (Moto Guzzi)    | John Surtees (MV Agusta)     |
| 1956 |                               | Carlo Ubbiali (MV Agusta)       | Carlo Ubbiali (MV Agusta)      | Bill Lomas (Moto Guzzi)        | John Surtees (MV Agusta)     |
| 1955 |                               | Carlo Ubbiali (MV Agusta)       | Luigi Taveri (MV Agusta)       | Ken Kavanagh (Moto Guzzi)      | Geoff Duke (Gilera)          |
| 1954 |                               | Rupert Hollaus (NSU)            | Werner Haas (NSU)              | Fergus Anderson (Moto Guzzi)   | Geoff Duke (Gilera)          |
| 1953 |                               | Werner Haas (NSU)               | Werner Haas (NSU)              | Enrico Lorenzetti (Moto Guzzi) | Geoff Duke (Gilera)          |
| 1952 |                               | Cecil Sandford (MV Agusta)      | Enrico Lorenzetti (Moto Guzzi) | Geoff Duke (Norton)            | Umberto Masetti (Gilera)     |
| 1951 |                               | Gianni Leoni (Mondial)          |                                | Bill Doran (AJS)               | Geoff Duke (Norton)          |
| 1950 |                               | Bruno Ruffo (Mondial)           |                                | Bob Foster (Velocette)         | Umberto Masetti (Gilera)     |
| 1949 |                               | Nello Pagani (Mondial)          |                                | Freddie Frith (Velocette)      | Nello Pagani (Gilera)        |